# Robert-Shore-Milnes Bouchette
Pour les articles homonymes, voir Bouchette.
Robert-Shore-Milnes Bouchette (12 mars 1805 à Québec - 4 juin 1879 dans la même ville) était un militaire et un homme politique canadien. Fils du géographe Joseph Bouchette, il est surtout reconnu pour son intervention lors de la rébellion des Patriotes. Son prénom vient de Robert Shore Milnes, qui était lieutenant-gouverneur au début du siècle.
Au moment où Wolfred Nelson organisait la résistance, il se mit à la disposition de ce dernier, qui lui confia la mission de passer aux États-Unis pour organiser un corps de troupes destinées à opérer sur la frontière. Bouchette exécuta cet ordre, revint au Canada et rencontra l'ennemi à Moore’s Corners, où il tomba aux mains des soldats de Colborne. 
Il passa quelques mois dans la prison de Montréal, avant d'être exilé aux Bermudes avec Wolfred Nelson, Bonaventure Viger, Henri Alphonse Gauvin, Rodolphe Desrivières, Siméon Marchessault, Luc-Hyacinthe Masson  et Toussaint-Hubert Goddu. Après le désaveu de l'ordonnance de Durham qui l'avait frappé, ainsi que ses compagnons, Bouchette rentra au Canada où il exerça pendant quelques années sa profession d'avocat à Montréal et à Toronto, en société avec M. de Salaberry. Plus tard il accepta la charge de directeur du département des Douanes, qu'il occupa jusqu'à sa mort. Ce ministère lui doit son organisation. 
En 1867, il eut l'honneur de représenter, avec Joseph-Charles Taché, le Canada à l’exposition universelle de Paris. Il a lu dans un des congrès tenus dans cette ville à ce moment, un Mémoire fort remarqué sur l'unification des monnaies et aussi des poids et des mesures basée sur le système métrique.
Ses mémoires ont été publiés par Alfred Duclos DeCelles et Errol Bouchette en 1903.